# 虎关乡
虎关乡，是中华人民共和国甘肃省临夏回族自治州康乐县下辖的一个乡镇级行政单位。

## 行政区划
虎关乡下辖以下地区：
上沟村、吓沟村、吴坪村、二十铺村、关北村、高集村、关丰村、三十铺村、哇吓村和贾家沟村。